# Don Balón (prêmio)
O Don Balón é uma premiação anual concedida pela revista espanhola Don Balón aos profissionais que se destacarem na La Liga. O prêmio tem cinco categorias: Melhor Jogador Espanhol, Melhor Jogador Estrangeiro, Revelação do Campeonato, Melhor Treinador e Melhor Árbitro.

## Vencedores
| Temporada | Melhor Jogador Espanhol       | Melhor Jogador Estrangeiro | Revelação do Campeonato       | Melhor Treinador             | Melhor Árbitro             |
| --------- | ----------------------------- | -------------------------- | ----------------------------- | ---------------------------- | -------------------------- |
| 1975–76   | Miguel Ángel González (RM)    | Johan Neeskens (FCB)       | -                             | Miljan Miljanić (RM)         | -                          |
| 1976–77   | Juanito (BUR)                 | Johan Cruyff (FCB)         | -                             | Luis Aragonés (ATM)          | -                          |
| 1977–78   | Migueli (FCB)                 | João Alves (UDS)           | -                             | Luis Molowny (RM)            | -                          |
| 1978–79   | Quini (GIJ)                   | Uli Stielike (RM)          | -                             | Luis Molowny (RM)            | -                          |
| 1979–80   | Rafael Gordillo (BET)         | Uli Stielike (RM)          | -                             | Luis Molowny (RM)            | -                          |
| 1980–81   | Urruti (ESP)                  | Uli Stielike (RM)          | -                             | Alberto Ormaetxea (RSOC)     | -                          |
| 1981–82   | Miguel Tendillo (VAL)         | Uli Stielike (RM)          | -                             | Alberto Ormaetxea (RSOC)     | -                          |
| 1982–83   | Juan Señor (ZAR)              | Juan Barbas (ZAR)          | -                             | Javier Clemente (ATH)        | -                          |
| 1983–84   | Manuel Cervantes (MUR)        | Juan Barbas (ZAR)          | -                             | Javier Clemente (ATH)        | -                          |
| 1984–85   | Migueli (FCB)                 | Bernd Schuster (FCB)       | -                             | Terry Venables (FCB)         | -                          |
| 1985–86   | Míchel (RM)                   | Jorge Valdano (RM)         | Juan Carlos (VAD)             | Luis Molowny (RM)            | Emilio Carlos Guruceta     |
| 1986–87   | Andoni Zubizarreta (FCB)      | Hugo Sánchez (RM)          | Ernesto Valverde (ESP)        | Javier Clemente (ESP)        | Emilio Carlos Guruceta     |
| 1987–88   | Juan Antonio Larrañaga (RSOC) | Alemão (ATM)               | Sebastián Losada (ESP)        | Leo Beenhakker (RM)          | Emilio Soriano Aladrén     |
| 1988–89   | Fernando Gómez (VAL)          | Oscar Ruggeri (LOG)        | Luis Milla (FCB)              | John Benjamin Toshack (RSOC) | Victoriano Sánchez Arminio |
| 1989–90   | Rafael Martín Vázquez (RM)    | Hugo Sánchez (RM)          | Pedro (LOG)                   | John Benjamin Toshack (RM)   | Emilio Soriano Aladrén     |
| 1990–91   | Jon Andoni Goikoetxea (FCB)   | Bernd Schuster (ATM)       | Luis Enrique Martínez (GIJ)   | Johan Cruyff (FCB)           | Ildefonso Urízar Azpitarte |
| 1991–92   | Agustín Elduayen (BUR)        | Michael Laudrup (FCB)      | Delfí Geli (ALB)              | Johan Cruyff (FCB)           | Raúl García de Loza        |
| 1992–93   | Fran González (DEP)           | Miroslav Đukić (DEP)       | Julen Guerrero (ATH)          | Arsenio Iglesias (DEP)       | Juan Andújar Oliver        |
| 1993–94   | Julen Guerrero (ATH)          | Romário (FCB)              | Sergi Barjuán (FCB)           | Víctor Fernández (ZAR)       | López Nieto                |
| 1994–95   | José Emilio Amavisca (RM)     | Iván Zamorano (RM)         | Raúl (RM)                     | Arsenio Iglesias (DEP)       | Arturo Daudén Ibáñez       |
| 1995–96   | José Luis Caminero (ATM)      | Predrag Mijatović (VAL)    | Iván de la Peña (FCB)         | Radomir Antić (ATM)          | López Nieto                |
| 1996–97   | Raúl (RM)                     | Ronaldo (FCB)              | Víctor Manuel Fernández (VAD) | Vicente Cantatore (VAD)      | Manuel Mejuto González     |
| 1997–98   | Alfonso Pérez (BET)           | Rivaldo (FCB)              | Albert Celades (FCB)          | Javier Irureta (CEL)         | José María García Aranda   |
| 1998–99   | Raúl (RM)                     | Luís Figo (FCB)            | Xavi (FCB)                    | Héctor Cúper (MALL)          | Manuel Mejuto González     |
| 1999–00   | Raúl (RM)                     | Luís Figo (FCB)            | Iker Casillas (RM)            | Javier Irureta (DEP)         | López Nieto                |
| 2000–01   | Raúl (RM)                     | Luís Figo (RM)             | Carles Puyol (FCB)            | Mané (ALA)                   | José María García Aranda   |
| 2001–02   | Raúl (RM)                     | Zinedine Zidane (RM)       | Joaquín (BET)                 | Rafael Benítez (VAL)         | López Nieto                |
| 2002–03   | Xabi Alonso (RSOC)            | Nihat (RSOC)               | Thiago Motta (FCB)            | Raynald Denoueix (RSOC)      | Manuel Mejuto González     |
| 2003–04   | Vicente (VAL)                 | Ronaldinho (FCB)           | Júlio Baptista (SEV)          | Javier Irureta (DEP)         | César Muñiz Fernández      |
| 2004–05   | Xavi (FCB)                    | Juan Román Riquelme (VIL)  | Sergio Ramos (SEV)            | Frank Rijkaard (FCB)         | Alberto Undiano Mallenco   |
| 2005–06   | David Villa (VAL)             | Ronaldinho (FCB)           | Raúl Albiol (VAL)             | Frank Rijkaard (FCB)         | Manuel Mejuto González     |
| 2006–07   | Santi Cazorla (REC)           | Lionel Messi (FCB)         | Alexis Ruano (GET)            | Juande Ramos (SEV)           | Alberto Undiano Mallenco   |
| 2007–08   | Marcos Senna (VIL)            | Sergio Agüero (ATM)        | Bojan (FCB)                   | Gregorio Manzano (MALL)      | Manuel Mejuto González     |
| 2008–09   | Andrés Iniesta (FCB)          | Lionel Messi (FCB)         | Gerard Piqué (FCB)            | Josep Guardiola (FCB)        | Miguel Ángel Pérez Lasa    |
| 2009–10   | Borja Valero (MALL)           | Lionel Messi (FCB)         | Javi Martínez (ATH)           | Josep Guardiola (FCB)        | Javier Turienzo Álvarez    |